# Star Wars: Episode IV: A New Hope (soundtrack)
Star Wars: Episode IV: A New Hope is de soundtrack van de Amerikaanse film Star Wars: Episode IV: A New Hope. Het album werd gecomponeerd door John Williams en kwam uit in 1977, ongeveer gelijk met de film.

## Tracklist (lp)
zijde 1
1. "Main Title"– 5:20
2. "Imperial Attack" – 6:10 (8-track - 6:25)
3. "Princess Leia's Theme" – 4:18 (8-track - 4:20)
4. "The Desert and the Robot Auction" – 2:51

zijde 2
1. "Ben's Death and TIE Fighter Attack" – 3:46
2. "The Little People Work" – 4:02
3. "Rescue of the Princess" – 4:46
4. "Inner City" – 4:12
5. "Cantina Band" – 2:44 (8-track, Part I - 1:45)

zijde 3
(8-track program 3, Cantina Band, Part II - 1:06)
1. "The Land of the Sandpeople" – 2:50
2. "Mouse Robot and Blasting Off" – 4:01
3. "The Return Home" – 2:46
4. "The Walls Converge" – 4:31
5. "The Princess Appears" – 4:04 (8-track, Part I - 3:11)

zijde 4
(8-track, The Princess Appears, Part II - 1:00)
1. "The Last Battle" – 12:05
2. "The Throne Room and End Title" – 5:28

Totaal : 74:58

## Tracklist (cd)
Disk 1
1. "Main Title" – 5:20
2. "Imperial Attack" – 6:10
3. "Princess Leia's Theme"  – 4:18
4. "The Desert and the Robot Auction" – 2:51
5. "Ben's Death and TIE Fighter Attack" – 3:46
6. "The Little People Work" – 4:02
7. "Rescue of the Princess" – 4:24
8. "Inner City" – 4:12
9. "Cantina Band" – 2:44

Disk 2
1. "The Land of the Sandpeople" – 2:50
2. "Mouse Robot and Blasting Off" – 4:01
3. "The Return Home" – 2:46
4. "The Walls Converge" – 4:31
5. "The Princess Appears" – 4:04
6. "The Last Battle" – 12:05
7. "The Throne Room and End Title" – 5:28

## Hitnoteringen

### NPO Klassiek Filmmuziek Top 200
| Als Star Wars in de NPO Klassiek Filmmuziek Top 200 | Als Star Wars in de NPO Klassiek Filmmuziek Top 200 | Als Star Wars in de NPO Klassiek Filmmuziek Top 200 | Als Star Wars in de NPO Klassiek Filmmuziek Top 200 | Als Star Wars in de NPO Klassiek Filmmuziek Top 200 | Als Star Wars in de NPO Klassiek Filmmuziek Top 200 | Als Star Wars in de NPO Klassiek Filmmuziek Top 200 | Als Star Wars in de NPO Klassiek Filmmuziek Top 200 | Als Star Wars in de NPO Klassiek Filmmuziek Top 200 | Als Star Wars in de NPO Klassiek Filmmuziek Top 200 | Als Star Wars in de NPO Klassiek Filmmuziek Top 200 |
| Jaar                                                | 2016                                                | 2017                                                | 2018                                                | 2019                                                | 2020                                                | 2021                                                | 2022                                                | 2023                                                | 2024                                                | 2025                                                |
| --------------------------------------------------- | --------------------------------------------------- | --------------------------------------------------- | --------------------------------------------------- | --------------------------------------------------- | --------------------------------------------------- | --------------------------------------------------- | --------------------------------------------------- | --------------------------------------------------- | --------------------------------------------------- | --------------------------------------------------- |
| Positie                                             | 18                                                  | 5                                                   | 3                                                   | 3                                                   | 3                                                   | 5                                                   | 3                                                   | 5                                                   | 7                                                   | 6                                                   |